# Whiting Peak
Der Whiting Peak ist ein rund 1300 m hoher Berg im Australischen Antarktis-Territorium. Er ragt 9 km östlich des nördlichen Teils des Gaylord Ridge in den Nebraska Peaks der Britannia Range auf.
Das Advisory Committee on Antarctic Names benannte den Berg im Jahr 2000 nach dem US-amerikanischen Geophysiker Larry R. Whiting, der von 1973 bis 1974 und von 1974 bis 1975 an den Eisbohrungen im Ross-Schelfeis-Projekt des United States Antarctic Research Program beteiligt war.